# فابيان مولينا
فابيان مولينا هو سياسي سويسري، ولد في 8 يوليو 1990 في أوستر في سويسرا. حزبياً، نشط في الحزب الاشتراكي الديمقراطي السويسري. وقد انتخب عضو المجلس الوطني السويسري عن دائرة كانتون زيورخ خلال فترته النيابية ‏ (15 مارس 2018 – ).